# Sa Aung Pyae Ko
Sa Aung Pyae Ko (* 1. Dezember 1998) ist ein myanmarischer Fußballspieler.

## Karriere
Sa Aung Pyae Ko steht seit 2018 bei Shan United unter Vertrag. Der Verein aus Taunggyi spielte in der ersten Liga, der Myanmar National League. Mit Shan feierte er 2019 und 2020 die myanmarische Fußballmeisterschaft. Den MFF Charity Cup gewann er mit Shan 2019 und 2020. Die beiden Spiele gewann man gegen Yangon United. 2019 gewann man im Elfmeterschießen, 2020 siegte man mit 2:1.

## Erfolge
Shan United
- Myanmar National League: 2019, 2020
- MFF Charity Cup: 2019, 2020